# Tupaia
Tupaia là một chi động vật có vú trong họ Tupaiidae, bộ Scandentia. Chi này được Raffles miêu tả năm 1821. Loài điển hình của chi này là Tupaia ferruginea Raffles, 1821 (= Sorex glis Diard, 1820).

## Các loài
Chi này gồm các loài: